# حسن نظري
حسن نظري (بالفارسية: حسن نظری)، من مواليد مدينة عبادان بتاريخ 19 أغسطس 1956م، وهو لاعب كرة قدم إيراني معتزل، بدأ حياته الرياضية مع نادي سباه عبادان ثم لعب مع تاج ، وأكمل مسيرته الاحترافية في الخارج بدأً من اللعب مع نادي الأهلي الإماراتي منذ عام 1978م ثم استمر في اللعب مع إحدى الأندية من الدوري الأمريكي لكرة القدم إلى أن اعتزل سنة 1989م، أما مشاركته مع المنتخب القومي الإيراني، فقد حقق حسن نظري مع منتخب بلاده لتتويج كأس آسيا 1976 بإيران ومشاركته في دورة الألعاب الأولمبية الصيفية في نفس العام، كما شارك في نهائيات كأس العالم لكرة القدم التي أستضافته الأرجنتين سنة 1978م.